# Crocemosso
Crocemosso, o più propriamente Croce Mosso (La Cros in piemontese), è una frazione del comune di Valdilana situata a 595 metri s.l.m..

## Storia
Croce Mosso fu un libero comune con la denominazione di Croce di Mosso fino al 1929, quando fu aggregato a Valle Mosso, del quale ha costituito circa il 75% del territorio. Dal 2019, in seguito alla fusione di Mosso, Valle Mosso, Soprana e Trivero nel comune di Valdilana, è divenuto frazione di quest'ultimo.
Tre secoli prima, Croce Mosso era stato il primo paese, con Veglio (o Vegliomosso) a staccarsi dal Mandamento di Mosso S.Maria dando vita ad un proprio comune.
Il paese deve tale nome alla propria posizione: esso infatti si trova sul crocicchio fra la strada che da Biella porta in Valsesia e quella che da Cossato porta ai monti, il che la rese un punto molto frequentato ed importante per l'economia pastorale prima e laniera poi della zona mossese.
Lo sviluppo ed il benessere del paese sono dovuti all'industria tessile che qui ha trovato le sue origini ad opera anche di una valente e lungimirante classe imprenditoriale.
Infatti proprio in territorio allora di Croce Mosso nel 1816 nacque la prima azienda laniera italiana a telaio meccanico, ad opera di Pietro Sella in località Batòr (batùr), detta poi "La Macchina Vecchia", mentre sempre a Croce Mosso nel 1863 nacque invece la prima forma di sindacato italiano, la lega operaia detta Società dei Tessitori di Croce Mosso, atta a garantire forme di assistenza alle famiglie degli operai ed alle contrattazioni con i datori di lavoro, sovente sfociate in violenti scioperi, al fine di ottenere migliori salari e ridurre l'orario lavorativo giornaliero, all'epoca di 14 ore.
Oltre a Maurizio Sella, che diede origine al proprio lanificio acquistando nel 1835 dal santuario di Oropa un filatoio per seta, furono proprio gli imprenditori della Valle Strona, i Garbaccio, i Grosso, i Mino, ed i Rivetti-Badone, a determinare lo sviluppo industriale, il nobile Giovanni Battista Rivetti-Badone nel 1866 fonda la Filatura Rivetti a Strona poi trasformata dal nobile Eugenio Arnaldo Rivetti-Badone nel Lanificio Rivetti Padre & Figlio che giunse ad impiegare oltre 300 operai fino agli anni ottanta.

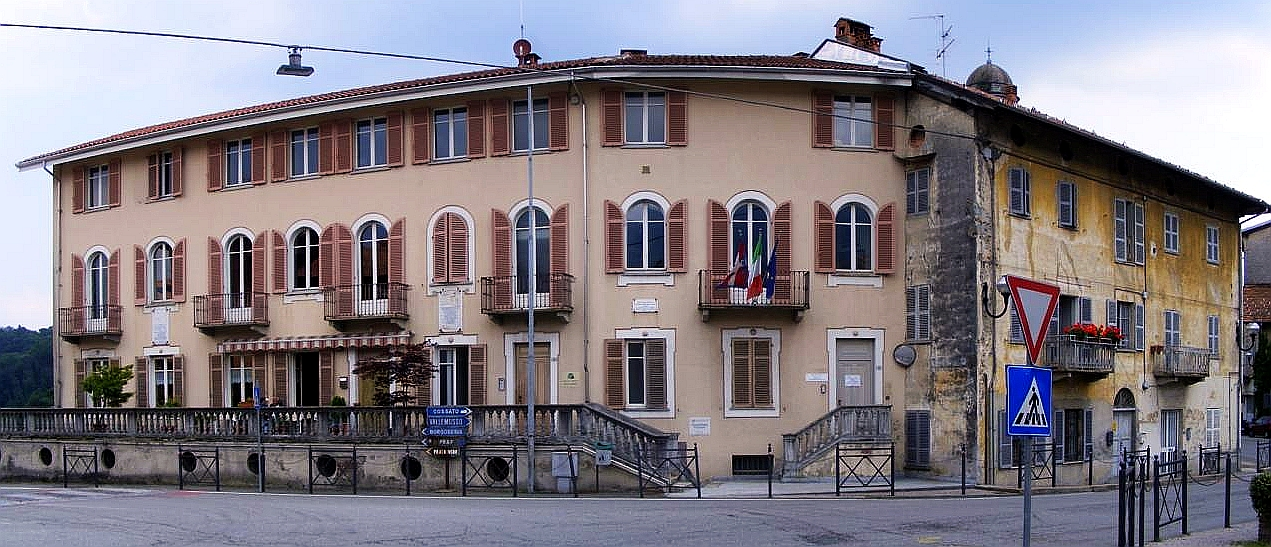
La ex Casa del Popolo

Nel 1911 venne edificata la Casa del Popolo, oggi sede della Comunità Montana Valle di Mosso, simbolo dell'ideologia socialista (e per molti aspetti anticlericale) imperante all'epoca nelle masse operaie, ed abbandonata in modo violento con l'avvento del Fascismo.
Di lì a poco, nel 1929, le connivenze fra interessi di alcuni industriali con gli stabilimenti nel fondovalle (e pertanto più prossimi a Valle Mosso, ritenuta una sede comunale più comoda) e delle gerarchie fasciste, indolenti alle convinzioni socialiste dei crocemossesi, portarono ad un notturno svuotamento del municipio di Croce Mosso, con tutti i documenti portati a Valle Mosso.
Finiva in questo modo l'autonomia del comune faro dello sviluppo sociale ed industriale della vallata; da qui si accendeva il forte campanilismo fra Croce Mosso e Valle Mosso.

## Società
Gli abitanti, detti crocemossesi, abitano sparpagliati in molte frazioni lungo i crinali della Vallestrona. Queste frazioni, al pari di molte dei paesi limitrofi, andrebbero più propriamente definite "cantoni".
Sviluppatesi nel Medioevo attorno ad un nucleo familiare, che sovente ne dava il nome, costituivano un'unità indipendente, di carattere patriarcale, fondata sulla pastorizia. Man mano che i figli si sposavano, il patriarca "aggiungeva una trave" alla casa, per la nuova famiglia, ed il cantone progrediva. Tuttavia, forte era il senso di appartenenza con gli altri cantoni ad un unico paese, in questo caso Croce Mosso appunto, tant'è che quando veniva a mancare un abitante, due giovani del cantone venivano mandati presso gli altri al fine di annunziarne l'infausto evento. Si tratta di retaggi dell'antica cultura celtica, che affiora anche nell'elemento pastorale e nella struttura sociale e cantonale così simile alla tuath irlandese.
Abbandonata poi la pastorizia prima di molti altri abitanti confinanti, i crocemossesi si dedicarono alla tessitura fin dal XVII secolo, dapprima manuale, poi, dopo l'avvento della Macchina Vecchia di Pietro Sella, meccanica.
Le crisi tessili che si susseguirono sul finire del XIX secolo portarono all'emigrazione di giovani crocemossesi dapprima stagionale, verso Francia e Svizzera, poi stanziale verso le Americhe, cui si aggiunsero molti perseguitati politici socialisti ed anarchici, fra cui Giovanni Sella Bard detto "Bleu", già a lungo presidente della Società dei Tessitori di Croce Mosso.
Dopo la Grande Guerra, cominciò l'immigrazione di maestranze tessili vicentine, cui si aggiunse l'arrivo di padovani e polesani nel secondo dopoguerra, fusesi a tal punto con i piemontesi da divenire ormai crocemossesi a tutti gli effetti.
Le successive immigrazioni dal Meridione, dal Nord Africa e dall'Europa dell'Est e lo spopolamento dovuto alla bassa natalità ed alla fuga dei giovani verso la pianura completano un mosaico che va via via configurandosi come sempre più articolato.
La maschera del Carnevale di Croce Mosso, oggi soppresso, era il Ciaciarùn ("il chiacchierone"), nobiluomo ciarliero accompagnato dalla Ciaciaretta, sua moglie. La scelta di tale figura ricadde sul soprannome dato ai crocemossesi, ciaciarùn appunto, dai confinanti, per la loro loquacità.

## Parrocchia

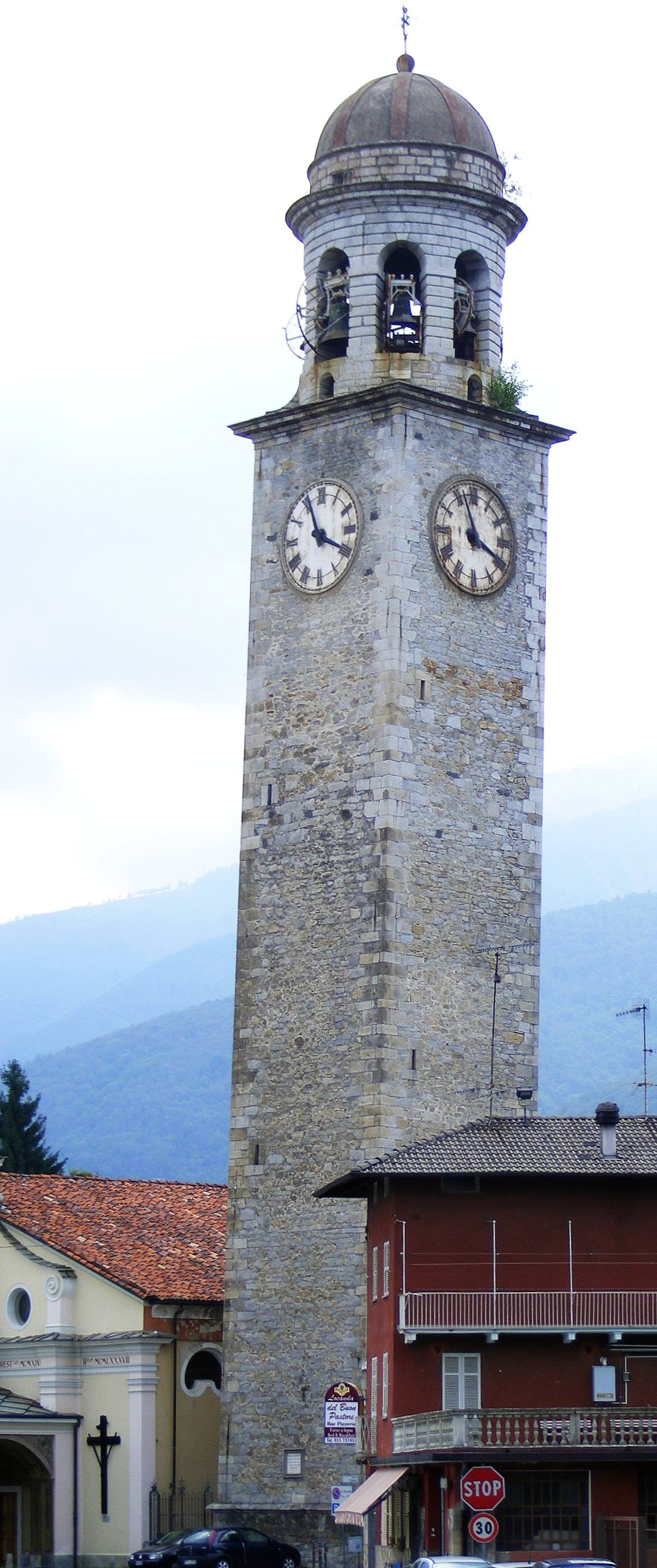
La torre campanaria.

La Parrocchia dei compatroni sant'Antonio abate e Bernardo di Mentone, è sita al centro di Croce Mosso ed il campanile, alto 54 m e pendente di 39 cm dal filo a piombo, è il secondo del Biellese per altezza.
Anticamente era patrono il solo sant'Antonio, protettore degli animali e retaggio di un'economia silvo-pastorale via via scomparsa. Nel XIX secolo, con l'inizio dell'emigrazione stagionale verso Francia e Svizzera degli uomini, cominciò la devozione a san Bernardo, patrono dei due ospizi che portano il suo nome sulle Alpi, rifugio sicuro nel lungo cammino verso l'Oltralpe.
Pertanto, la festa patronale rimane il 17 gennaio, solennità del compatrono principale sant'Antonio abate.
La parrocchia di Croce Mosso è stata costituita nel 1514, staccandosi dalla parrocchia di Santa Maria Assunta di Mosso Santa Maria, pur rimanendo parte del suo Vicariato.
La parrocchia comprende anche le frazioni a monte, tra cui ricordiamo Molino, Premarcia, Piana, Orcurto, Frignocca, Torello, Aviè, Regione Fornace, Regione Massaro, Zanone, Bonde, Rivetti, Cerruti, Cravello, Viebolche, Bose, Bacconengo, Nicoletto, Picchetto, Gallo, Fiorina, Badone e Lovrino. La popolazione è di circa 1 700 anime.
Dal 1954 le frazioni basse, verso il torrente Strona di Mosso, rientrano nella Parrocchia di Falcero, che comprende anche Simone, Campore, Molina, Violetto e Girodetti, per un totale di circa 800 abitanti.
Le frazioni Robiolio e Prelle, infine, appartengono ora alla Parrocchia di sant'Eusebio di Valle Mosso, e verosimilmente sono abitate da 400 persone.